# Louise Hvarfner
Louise Ylva Maria Hvarfner, född 25 april 2002, är en svensk fotbollsspelare som spelar för IF Brommapojkarna.

## Karriär
Hvarfner spelade som ung för FC Djursholm. Hon spelade en match för A-laget i Division 2 under säsongen 2017.
I juni 2020 flyttades Hvarfner upp i Djurgårdens IF:s A-lag, där hon skrev på ett 1,5-årskontrakt. Hvarfner debuterade i Damallsvenskan den 11 juli 2020 i en 0–1-förlust mot Linköpings FC, där hon blev inbytt i den 71:a minuten mot Frida Boriero. Totalt spelade Hvarfner 12 ligamatcher och en cupmatch under säsongen 2020. I augusti 2021 förlängde hon sitt kontrakt i Djurgården fram över säsongen 2024. I mars 2023 lånades Hvarfner ut till IK Uppsala.
I januari 2025 värvades Hvarfner av IF Brommapojkarna.